# Adolf Armbruster (Landwirt)
Adolf Armbruster (* 14. Januar 1890 in Wilferdingen; † 23. Dezember 1972 in Radolfzell) war ein deutscher Landwirt.

## Werdegang
Armbruster kam als Sohn des Land- und Gastwirts Ludwig Philipp Armbruster und dessen Ehefrau Karoline Katharina, geb. Holzmüller, zur Welt. Er legte 1909 an der Oberrealschule Pforzheim das Abitur ab und studierte anschließend an der Landwirtschaftlichen Hochschule Hohenheim, die er 1912 mit Abschluss als Diplom-Landwirt verließ. Nach dem Militärdienst als Einjährig-Freiwilliger in Durlach unterrichtete er als Landwirtschaftslehrer an der Landwirtschaftlichen Kreiswinterschule in Meßkirch und absolvierte ein Praktikum auf der Königlichen Domäne Schaichhof. Während des Ersten Weltkriegs war er bei der Militärverwaltung in Proviantämtern und Intendanturen eingesetzt.
Nach Ende des Kriegs war er ab 1918 Verbandssekretär des Genossenschaftsverbandes badischer landwirtschaftlicher Vereinigungen in Karlsruhe. 1924 übernahm er die Leitung der Bezirkszentrale Stockach der badischen landwirtschaftlichen Hauptgenossenschaft. 1928 wurde er Direktor des Milchwerks Radolfzell, das unter seiner Leitung zu einem führenden Betrieb der regionalen Milchwirtschaft wurde. Am 1. September 1937 beantragte Armbruster die Aufnahme in die NSDAP und wurde rückwirkend zum 1. Mai desselben Jahres aufgenommen (Mitgliedsnummer 4.461.315). Im Spruchkammerverfahren wurde er 1950 als Mitläufer ohne Sühnemaßnahmen entnazifiziert. 1962 trat er in den Ruhestand.

## Ehrungen
- 1953: Raiffeisen-Medaille in Gold
- 1954: Verdienstkreuz 1. Klasse der Bundesrepublik Deutschland
- 1958: Goldene Ehrennadel des Deutschen Raiffeisenverbandes
- Nieberle-Medaille
- Otto-Merkt-Medaille in Silber
- Baden-Württembergische Staatsmedaille in Silber

## Schriften
- Die Milchwirtschaft aus der Geschichte des Milchwerks Radolfzell, in: Bodenseebuch 1963, S. 187ff.